# ۲۷۶ (پیش از میلاد)
۲۷۶ (پیش از میلاد) ۲۷۶مین سال قبل از تقویم میلادی است.

## زادگان
- اراتوستن ریاضی دان ستاره شناس و جغرافی دان یونانی (درگذشت ١٩۴ پیش از میلاد)